# Fahma
Fahma, en arabe : فحمة, est un village du gouvernorat de Jénine en Palestine, dans le nord de la Cisjordanie. Il est situé à 15 kilomètres au sud-ouest de Jénine. Selon le recensement du Bureau central palestinien des statistiques, la localité compte une population de 3 193 habitants en 2017.